# Заводский район (Николаев)
Заво́дский либо Заводско́й райо́н — административно-территориальная единица города Николаев (Украина).

## Название
Своё название район получил от заводей, которыми он изобиловал. Распространено мнение, что район назван так из-за расположенных на его территории заводов и промышленных предприятий.

## География
Район расположен на западе города. Граничит с Центральным и Ингульским районами Варваровки.

## Население
| 1959   | 1970   | 1979    | 1989    | 2001    | 2008    |
| ------ | ------ | ------- | ------- | ------- | ------- |
| 40 292 | 73 359 | 115 567 | 131 778 | 132 341 | 131 569 |

## История
Район  образован в 1938 году, повторно — 12 апреля 1944 года.

## Экономика
В районе сосредоточены многие промышленные предприятия города, среди которых «Черноморский судостроительный завод», «Николаевский морской торговый порт», «Николаевский речной порт», «Николаевский завод железобетонных изделий», «Экватор», «Николаевская ТЭЦ», «НИБУЛОН».
На территории района расположен крупнейший из рынков города — Центральный.